# Ciudad de las Artes y las Ciencias (barrio)

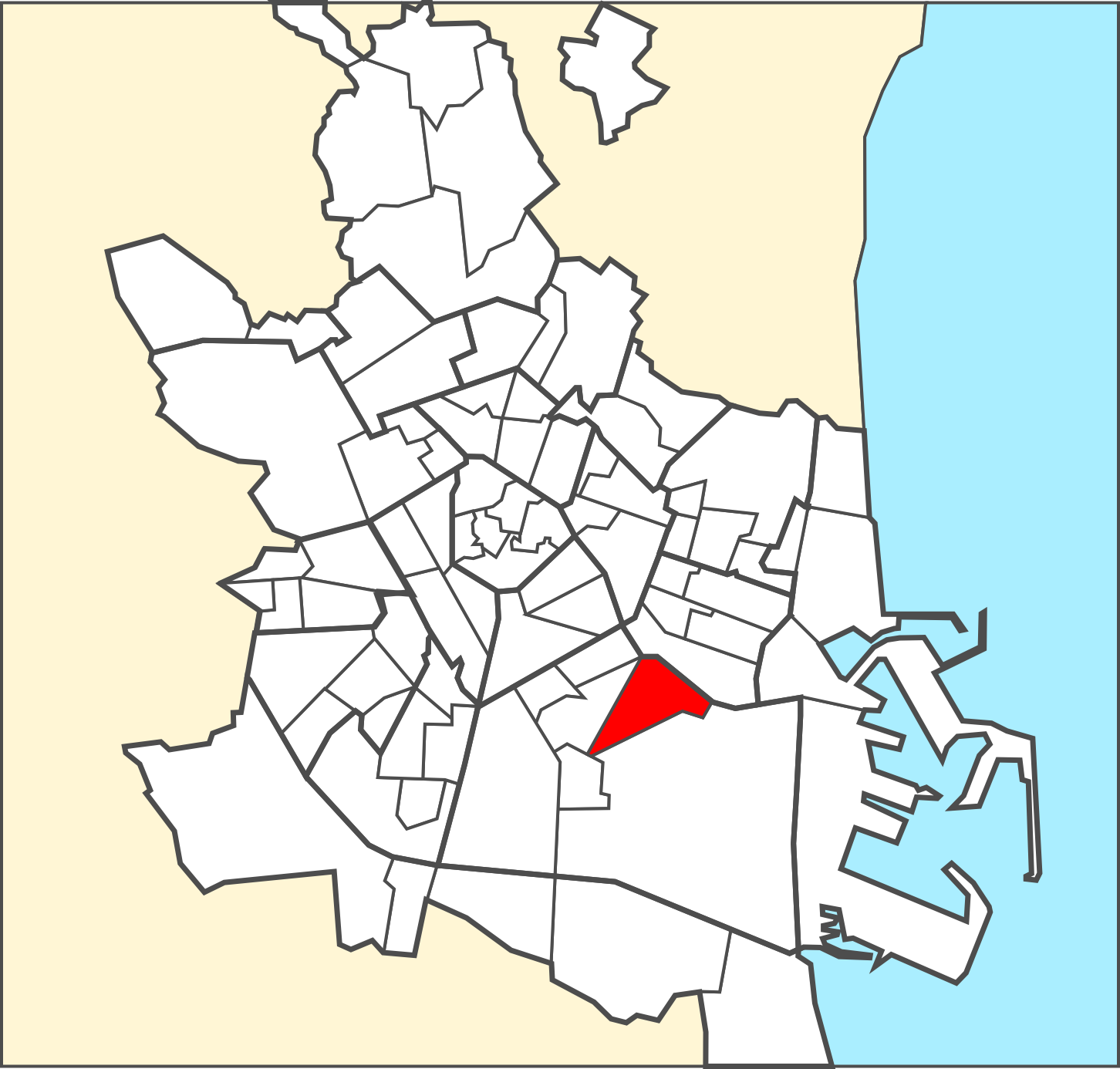
Localización del barrio en Valencia.

Ciudad de las Artes y las Ciencias (en valenciano y oficialmente Ciutat de les Arts i les Ciències) es un barrio de la ciudad de Valencia (España), perteneciente al distrito de Quatre Carreres. Está situado al sureste de la ciudad y limita al norte con Penya-Roja, al este con La Punta, al sur con Fuente San Luis y al oeste con Na Rovella. Su población en 2022 era de 7.687 habitantes.

## Cultura
- Museo de las Ciencias Príncipe Felipe
- Palacio de las Artes Reina Sofía
- L'Hemisfèric
- CaixaForum Valencia